# Magomed-Shapi Suleymanov
Magomed-Shapi Kamilyevich Suleymanov (tiếng Nga: Магомед-Шапи Камильевич Сулейманов; sinh ngày 16 tháng 12 năm 1999) là một cầu thủ bóng đá người Nga thi đấu ở vị trí tiền vệ chạy cánh phải cho F.K. Krasnodar.

## Sự nghiệp câu lạc bộ
Anh có màn ra mắt tại Giải bóng đá chuyên nghiệp quốc gia Nga cho F.K. Krasnodar-2 vào ngày 12 tháng 3 năm 2017 trong trận đấu với FC Angusht Nazran.
Anh có màn ra mắt tại Giải bóng đá ngoại hạng Nga cho F.K. Krasnodar vào ngày 16 tháng 7 năm 2017 trong trận đấu với F.K. Rubin Kazan.
Trong màn ra mắt thứ hai của anh cho đội chính vào ngày 27 tháng 7 năm 2017 tại trận đấu ở Vòng loại 3 UEFA Europa League 2017–18 trước Lyngby, anh ghi bàn thắng quyết định ở phút thứ 93, giúp đội bóng có chiến thắng 2–1. Vì vậy anh trở thành cầu thủ Nga trẻ nhất khi bàn tại các giải đấu cấp câu lạc bộ châu Âu (vào lúc 17 tuổi 7 tháng 11 ngày), vượt qua kỉ lục lập bởi Sergey Rodionov năm 1980.

### Thống kê sự nghiệp
Tính đến 16 tháng 5 năm 2018
| Câu lạc bộ          | Mùa giải            | Giải vô địch                | Giải vô địch | Giải vô địch | Cúp     | Cúp       | Châu lục | Châu lục  | Tổng cộng | Tổng cộng |
| Câu lạc bộ          | Mùa giải            | Hạng đấu                    | Số trận      | Bàn thắng    | Số trận | Bàn thắng | Số trận  | Bàn thắng | Số trận   | Bàn thắng |
| ------------------- | ------------------- | --------------------------- | ------------ | ------------ | ------- | --------- | -------- | --------- | --------- | --------- |
| F.K. Krasnodar      | 2015–16             | Giải bóng đá ngoại hạng Nga | 0            | 0            | 0       | 0         | 0        | 0         | 0         | 0         |
| F.K. Krasnodar      | 2016–17             | Giải bóng đá ngoại hạng Nga | 0            | 0            | 0       | 0         | 0        | 0         | 0         | 0         |
| F.K. Krasnodar      | 2017–18             | Giải bóng đá ngoại hạng Nga | 4            | 0            | 0       | 0         | 3        | 1         | 7         | 1         |
| F.K. Krasnodar      | Tổng cộng           | Tổng cộng                   | 4            | 0            | 0       | 0         | 3        | 1         | 7         | 1         |
| F.K. Krasnodar-2    | 2016–17             | PFL                         | 1            | 0            | –       | –         | –        | –         | 1         | 0         |
| F.K. Krasnodar-2    | 2017–18             | PFL                         | 1            | 0            | –       | –         | –        | –         | 1         | 0         |
| F.K. Krasnodar-2    | Tổng cộng           | Tổng cộng                   | 2            | 0            | 0       | 0         | 0        | 0         | 2         | 0         |
| Tổng cộng sự nghiệp | Tổng cộng sự nghiệp | Tổng cộng sự nghiệp         | 6            | 0            | 0       | 0         | 3        | 1         | 9         | 1         |